# Partikularismus
Als Partikularismus (von Partikel, Verkleinerungsform von lateinisch pars, ‚Teil‘) wird in der Politikwissenschaft, hier insbesondere in der Politischen Philosophie, und der Geschichtswissenschaft ein Zustand oder ein Konzept politischer Systeme (Gesellschaften, Staatensysteme, Gruppen) bezeichnet, bei dem kleinere Einheiten dem Ganzen gegenüber ihre Interessen und Rechte vorrangig durchsetzen können oder dieses zumindest beanspruchen. Im Föderalismus wird auch die Tendenz, dass die Elemente der Peripherie eines Systems gegenüber dem Zentrum oder gemeinsamen Institutionen an Gewicht gewinnen, als Partikularismus bezeichnet. Dem Partikularismus ist der Universalismus entgegengesetzt und dem Föderalismus der Zentralismus.
Als weniger klar fixierter Begriff bezeichnet Partikularinteresse Ziele und Wahrnehmungen von sozialen Gruppen innerhalb eines größeren Ganzen, die nur bzw. vorrangig ihre eigene Sichtweise politisch artikulieren, ohne gruppenübergreifende Gesichtspunkte (→ Volonté générale) zu berücksichtigen. Ein solcher Begriffsgebrauch stellt Partikularinteresse zumeist scharf dem Begriff des Gemeinwohls gegenüber und ist auch oft negativ konnotiert. Die Formulierung von Einzelinteressen als Einzelinteressen ist jedoch nicht per se mit dem Gemeinwohl unvereinbar. So ist gerade für die repräsentative Demokratie der Ausgleich zwischen sich widersprechender Partikularinteressen ein Grundcharakteristikum politisch verantwortlichen Handelns.

## Systematische Politikwissenschaft

### Innerstaatlicher Partikularismus
Partikularinteressen sind hier die Einzelinteressen von Gruppen einer Bevölkerung bzw. eines Staates. Unterschieden werden drei Größen innerhalb des Gemeinwesens (Staates):
1. Das Gemeinwesen als Ganzes oder der Staat.
2. Die Partikularinteressen bestimmter Interessengruppen oder staatlicher Subsysteme (Länder, Kommunen).
3. Individuelle Interessen.

Als Partikularismus wird in der Politikwissenschaft also ein Phänomen bezeichnet, in dem weniger die Interessen von Individuen, als vielmehr die von Interessengruppen (pressure groups) und untergeordneten staatlichen Einheiten gegenüber dem Gesamtstaat so an Gewicht gewinnen, dass die Steuerung und Kontrolle des Ganzen nachhaltig erschwert wird. Die vollständige Desintegration (Auflösung) des Gesamtgebildes oder Staates wird dort als radikaler Individualismus bezeichnet. Der Föderalismus der BRD wird in der Politikwissenschaft noch nicht als Partikularismus gesehen, obwohl vor Tendenzen dazu gewarnt wird. Der Gegenbegriff zum Partikularismus als politischem Phänomen ist der Zentralismus.

### Internationaler Partikularismus
Die momentan bekannteste partikularistische Theorie in globalem Maßstab wird von Samuel P. Huntingtons Clash of Civilizations  (dt. Kampf der Kulturen) propagiert. Dort ist die Welt in Zivilisationen oder religiös-ethnisch definierte Kulturkreise aufgeteilt, von denen jede eigene, in den meisten Fällen auch gegensätzliche Interessen vertritt.

## Geschichtswissenschaft
Partikularismus in der Geschichte ist eng verwandt mit dem politologischen Begriff. Hier wird Partikularismus als Zersplitterung oder Auflösungserscheinung einer Zentralmacht durch die Stärkung von lokalen oder regionalen Mächten gesehen. Die führt dazu, dass viele kleine Einzelmächte und Einzelmeinungen entstehen, die Unabhängigkeit von einer Zentralgewalt suchen. Das bekannteste Beispiel für Partikularismus in der Geschichte ist Deutschland im 19. Jahrhundert. Während in Europa Nationalstaaten entstanden, blieb das deutsche Territorium noch lange in viele kleine Fürstentümer und Königreiche zersplittert. Als Beginn des Partikularismus wird auch das Jahr 1122, mit Abschluss des Wormser Konkordat genannt. Nachdem Friedrich II. im Jahr 1231 das sogenannte Fürstengesetz verabschiedete und somit den Fürsten in Deutschland mehr Rechte zukamen, spricht man vom vollständigen Partikularismus oder einer Unterteilung Deutschlands in kleine Herrschaftsgebiete. Dies bildete den Ursprung für den Föderalismus in Deutschland. Die Einzelinteressen jener Herrscher dieser Gebiete, die ihre Macht nicht verlieren wollten, verhinderten lange Zeit eine Reichseinigung. Partikularismus bezeichnet daher auch das Streben einzelner Landesteile, ihre Interessen auf Kosten einer größeren politischen Einheit durchzusetzen, wie es zum Beispiel Preußen im 18. und 19. Jahrhundert tat.
Feudaler Partikularismus in Europa
- Deutschland 1231–1919
- Frankreich 987–1302
- Russland 1054–1480
- Polen 1138–1295

## Soziales Phänomen
Als soziales Phänomen wird Partikularismus vor allem im Kontext mit den Begriffen Pluralismus sowie Universalismus (nach Max Weber und Talcott Parsons) behandelt.

## Politische Philosophie
In der Politischen Philosophie wird der Partikularismus vor allem als Gegenbegriff zum Universalismus in oft abwertender Weise gebraucht.  Der Streit zwischen Partikularisten und Universalisten geht um die Frage, ob es Werte gibt, die für alle Menschen gelten und begründbar sind, oder ob Werte gruppenabhängige Einstellungen sind, die je nach kultureller, ethnischer oder religiöser Zugehörigkeit unterschiedlich sind. Vor allem im Rahmen des Gerechtigkeitsbegriffs kamen die gegensätzlichen Positionen zum Ausdruck.
Die Auseinandersetzung lässt sich gut mit den beiden Aristotelischen Auffassungen von Gerechtigkeit vergleichen: Während die Kommunitaristen der Meinung sind, dass gerecht nur etwas sei, wenn man es in Ansehung dessen sehe, was Personen als gut betrachten (proportionale Gerechtigkeit), meinen Universalisten, dass gerecht abstrakt und unabhängig von diesen Vorstellungen des Guten existiere. So gelten etwa die Menschenrechte universalistisch, ohne Ansehung der Person und damit ihrer Herkunft, Religion und kulturellen Zugehörigkeit. Partikularisten würden hier grundsätzlich einwenden, dass solche Menschenrechte ein zu abstraktes Konstrukt sind, das erst auf die jeweilige kulturelle Welt anzuwenden sei.
Partikularistische Positionen werden vor allem vom Kommunitarismus (Michael Walzer, Alasdair MacIntyre, Amitai Etzioni) vertreten, während Universalismus von liberalen, sozialistischen und den so genannten wert-konservativen Philosophen vertreten wird.